# Chlístovice
Chlístovice (en allemand : Chlistowitz) est une commune du district de Kutná Hora, dans la région de Bohême-Centrale, en République tchèque. Sa population s'élevait à 738 habitants en 2020.

## Géographie
Chlístovice se trouve à 9 km au sud-sud-ouest de Kutná Hora et à 59 km à l'est-sud-est de Prague.
La commune est limitée par Rašovice au nord-ouest, par Nepoměřice au nord, par Malešov au nord et au nord-est, par Černíny à l'est et au sud-est, par Zbraslavice au sud, et par Čestín et Sudějov à l'ouest.

## Histoire
La première mention écrite de la localité date de 1226.

## Administration
La commune se compose de 11 quartiers :
- Chlístovice
- Chroustkov
- Kralice
- Kraličky
- Pivnisko
- Švábínov
- Svatý Jan t. Krsovice
- Vernýřov
- Všesoky
- Žandov
- Zdeslavice